# Гордон-Леннокс, Чарльз Генри, лорд Сеттрингтон
Чарльз Генри Гордон-Леннокс, лорд Сеттрингтон (англ. Charles Henry Gordon-Lennox, Lord Settrington; 26 января 1899, Лондон, Англия, Великобритания — 24 августа 1919, Березник, Северная область, Россия) — британский аристократ, лейтенант Британской армии, участник Первой мировой войны и Северной русской кампании.

## Биография

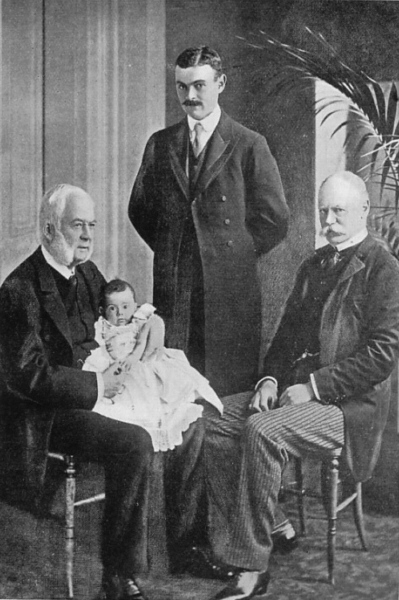
Маленький Чарльз на руках прадеда, рядом с дедом и отцом, ок. 1900 года

Чарльз Генри Гордон-Леннокс родился 26 января 1899 года на Кадоган-сквер в Лондоне в семье Хильды Гордон-Леннокс, леди Сеттрингтон, и Чарльза Гордона-Леннокса, лорда Сеттрингтона, будущего 8-го герцога Ричмонда. По отцу являлся потомком Вильгельма I Завоевателя. Поскольку его старший брат умер в младенчестве, Чарльз стал старшим сыном в семье, лордом Сеттрингтоном и соответственно, наследником герцогств Ричмонд, Леннокс и Гордон.
В 1903 году в четырёхлетнем возрасте был гостем на девятом дне рождения будущего принца Уэльского, а в 1911 году в качестве пажа выполнял церемониальные обязанности на коронации короля Георга V. На церемонии присутствовали его мать и отец, который как герцог Ричмонд нёс скипетр с голубем.
27 октября 1916 года в звании второго лейтенанта зачислен в полк Ирландских гвардейцев. 22 июля 1917 года был повышен в звании до лейтенанта. Участвовал в Первой мировой войне. 13 апреля 1918 года во время битвы при Азбруке после трёхдневных боёв при тяжёлом артиллерийском огне противника лорд Сеттрингтон пропал без вести. Как оказалось, он попал в немецкий плен, в котором пробыл до самого перемирия. В декабре 1918 года вернулся в Англию. Впоследствии служил в 45-м батальоне Королевских фузилёров, отправившись добровольцем на службу в Северную Россию.
После Октябрьской революции войска союзников присоединились к борьбе Белой армии против большевизма и вошли на российскую территорию. 10 августа 1919 года колонна британских войск выдвинулась к Двине на юго-востоке от Архангельска и атаковала большевистские позиции, захватив деревни Слудка и Липовец. Тем же вечером колонна с 16-й ротой взвода «D» в качестве арьергарда предприняла попытку соединиться с основными союзными силами, будучи обременённой жителями деревень, ранеными, а также более 500 освобождёнными заключёнными. Утром 11 августа колонна проходила по узкому дощатому мосту через болотистую реку Шейку и попала под вражеский пулеметный и винтовочный огонь, в результате чего лорд Сеттрингтон получил пулевое ранение в грудь и упал в реку. Находившийся рядом капрал 16-й роты австралиец Артур Салливан сразу же прыгнул в реку и вытащил Сеттрингтона вместе с тремя другими солдатами из болота. За спасение всех четверых от верной смерти Салливан впоследствии был награждён Крестом Виктории.

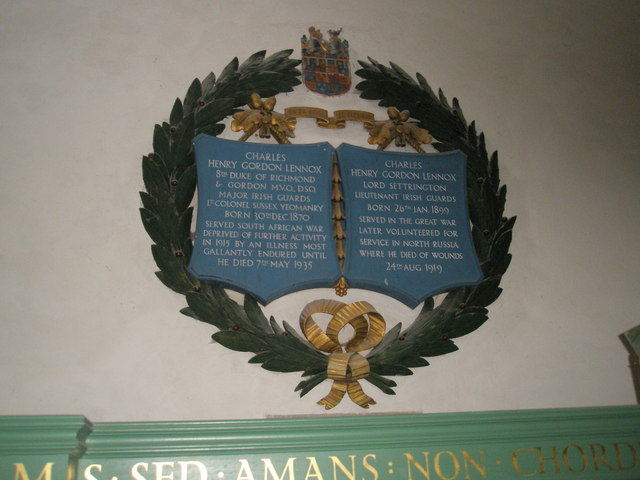
Памятная доска в церкви Святой Марии и Святого Власия

Чарльз Гордон-Леннокс скончался 24 августа 1919 года от полученных ран в возрасте 20 лет в больнице в Березнике. Он был похоронен на Архангельском союзном кладбище. Поминальная служба по лорду Сеттрингтону прошла в Королевской военной часовне при казармах Веллингтона, недалеко от Букингемского дворца. Будущая королева Елизавета, узнав о смерти Чарльза, написала в письме своей подруге, что Чарльз — «мой единственный настоящий друг»: «Я не стеснялась его, и он был таким восхитительным. Это ужасно, и его семья просто обожала его. Он был совершенно уникален и всегда говорил то, что думал […] Чарли был единственным, с кем я могла совершенно естественно и просто поговорить — он был мне дорог, и я очень скучаю по нему». Наследником вместо обожаемого всеми Чарльза стал его младший брат — Фредерик Гордон-Леннокс, абсолютно неготовый к этому титулу 15-летний мальчик. Имена лорда Сеттрингтона и его отца, скончавшегося в 1935 году, увековечены на мемориальной доске в церкви Святой Марии и Святого Власия в Боксгроуве.